# Alfredo Pablo Murúa
Alfredo Pablo Murúa  (Durango, España, 15 de enero de 1905 – Mar del Plata, Argentina, 12 de julio de 1990) fue un productor de cine y sonidista pionero en la industria cinematográfica de Argentina al inicio de su etapa sonora.

## Actividad profesional
Alfredo Pablo Murúa inventó cuando tenía 14 años una técnica eléctrica para grabar los discos de pasta que hasta ese momento se grababan mecánicamente, que más adelante vendió a la RCA Victor de Argentina. Desdejoven era radioaficionado y en 1926 empezó a trabajar en la productora de discos La Fonográfica Argentina, que estaba interesada en su invento: el fonocaptador, que permitía obtener un sonido muy superior a la del proceso acústico. Con su compañero de trabajo Genaro Sciavarra. Formó el 2 de mayo de 1929 la Sociedad Impresora de Discos Electrofónicos con sede en la calle Ituzaingó 949. En esta empresa sonorizaron Muñequitas porteñas  y La vía de oro, ambas de 1931, con el sistema Vitaphone, esto es que el sonido se grababa en un disco independiente del proyector y se ejecutaba en forma paralela a la proyección, en la etapa intermedia entre el cine mudo y el cine sonoro propiamente dicho. Murúa inventó el Sidetón –del que obtuvo la patente 42259, un sistema de sonorización de cintas al estilo de Hollywood. En esa época viajó a Estados Unidos en varias oportunidades y rechazó ofrecimientos de trabajar en ese país.
La S.I.D.E. sonorizó (ya no con discos separados de la película) las  películas de Luis Moglia Barth Dancing y ¡Tango!, ambas de 1933. En 1934, Sciavarra decidió retirarse y Murúa trasladó la actividad a Campichuelo 553, donde instaló los estudios con los que brindaba servicios a productoras como Argentina Sono Film y la Productora Argentina de Films PAF. En 1936 Murúa emprendió la producción cinematográfica con los ahora denominados, Estudios Cinematográficos Argentinos SIDE e instaló su oficina de programación y comercialización en Avenida Corrientes 2044, donde se ubicaba el local de la New York Film Exchange.
La nueva empresa produjo asociada con el director Manuel Romero y los actores Libertad Lamarque y Luis Sandrini películas de gran éxito. La Academia de Artes y Ciencias Cinematográficas de la Argentina le otorgó el premio al mejor sonidista en 1942, por su trabajo en La guerra gaucha.
Al inicio de su actividad la productora contó con la gran ventaja de contar para sus películas con las figuras de la actriz Libertad Lamarque y el director José Agustín Ferreyra pero pronto se vio que podía producir películas exitosas pero a un ritmo muy lento y que por su frágil estructura financiera podía resultarle fatal el fracaso económico de uno solo de sus filmes. Durante 1937 se filmaran solo 4 filmes (Muchachos de la ciudad -iniciada en 1936-, Besos brujos, El forastero y Sol de primavera), dato indicativo  de las dificultades de la empresa para realizar más de uno al mismo tiempo. Según Kohen, ya desde Ayúdame a vivir se puede observar que la búsqueda de excelencia técnica no bastaba para salvar unos guiones que eran ya obsoletos o de pésima calidad. Por otra parte, Gevaert, el fabricante de la película Agfa comenzó  a limitar su venta y SIDE debió buscar otros proveedores a un costo muy superior. El 15 de octubre de 1939 -cuando quedaban pocos días de filmación de Caprichosa y millonaria la empresa SIDE pidió su concurso de acreedores..
Endeudado,  Murúa  inició gestiones en 1941 para vender los estudios a Miguel Machinandiarena, propietario de Estudios San Miguel, quien decidió la suspensión de la producción ese mismo año y en abril de 1946 anunció el cierre definitivo.
Dice Kohan que SIDE:

"Fue el más grande, completo y moderno de los talleres cinematográficos y el más frágil de los estudios que iniciaron la aventura industrialista. Alfredo P. Murúa y su equipo pagaron los costos pero quedaron fuera de los beneficios, precisamente cuando el cine argentino alcanzaba su breve momento de gloria."

Murúa también era radioaficionado, señal distintiva LU4DJT, y ganó premios en esa actividad. Estudiaba, experimentaba y en la década de 1940 llegó a crear desarrollos tales como, el teléfono inalámbrico y el grabador portátil. Cuando uno de sus exsocios de la S.I.D.E., creó el primer balneario popular conocido como La Salada, encontró que sonorizar ese  predio de muchas hectáreas con altoparlantes tenía un alto costo. Cuando le cuenta su problema a  a Murúa, este resolvió el problema descubriendo alguno de  los principios de la alta fidelidad y con 4 bocinas que construyó y regaló. Se lo veía pasar por Mármol en su vieja bicicleta, visitando amigos  haciendo los mandados, sin ostentación.
Alfredo Pablo Murúa falleció en Mar del Plata el [12 de julio de 1990.

## Filmografía
Departamento de sonido
- El viejo Hucha (1942)
- La mujer y la selva (1941)
- Pájaros sin nido (1940)
- Chimbela (1939)
- La que no perdonó (1938)
- Besos brujos (1937)
- La ley que olvidaron (1937)
- Muchachos de la ciudad (1937)
- Sol de primavera (1937)
- Ayúdame a vivir (1936)
- Loco lindo (1936)
- Puente Alsina (1935)
- Mañana es domingo (1934)
- Dancing (1933)
- Calles de Buenos Aires (1933)
- Muñequitas porteñas (1931)

Productor
- Los ojos del siglo (Volumen I) (1957)
- Ambición (1939)
- Retazo (1939)
- Besos brujos (1937)
- Ayúdame a vivir (1936)
- Don Quijote del altillo (1936)